# She Came In Through the Bathroom Window
She Came In Through The Bathroom Window – utwór zespołu The Beatles z albumu Abbey Road, napisany przez Paula McCartneya. Inspiracją do napisania tego utworu było włamanie, podczas którego fanka zespołu weszła przez okno w łazience (ang. bathroom window) do domu Paula McCartneya.

## Twórcy
- Paul McCartney – wokal, gitara basowa
- John Lennon – wokal, gitara dwunastostrunowa, gitara akustyczna
- George Harrison – wokal, gitara prowadząca
- Ringo Starr – perkusja